# Araneus dreisbachi
Araneus dreisbachi är en spindelart som beskrevs av Levi 1991. Araneus dreisbachi ingår i släktet Araneus och familjen hjulspindlar. Inga underarter finns listade i Catalogue of Life.